# Pierniki toruńskie

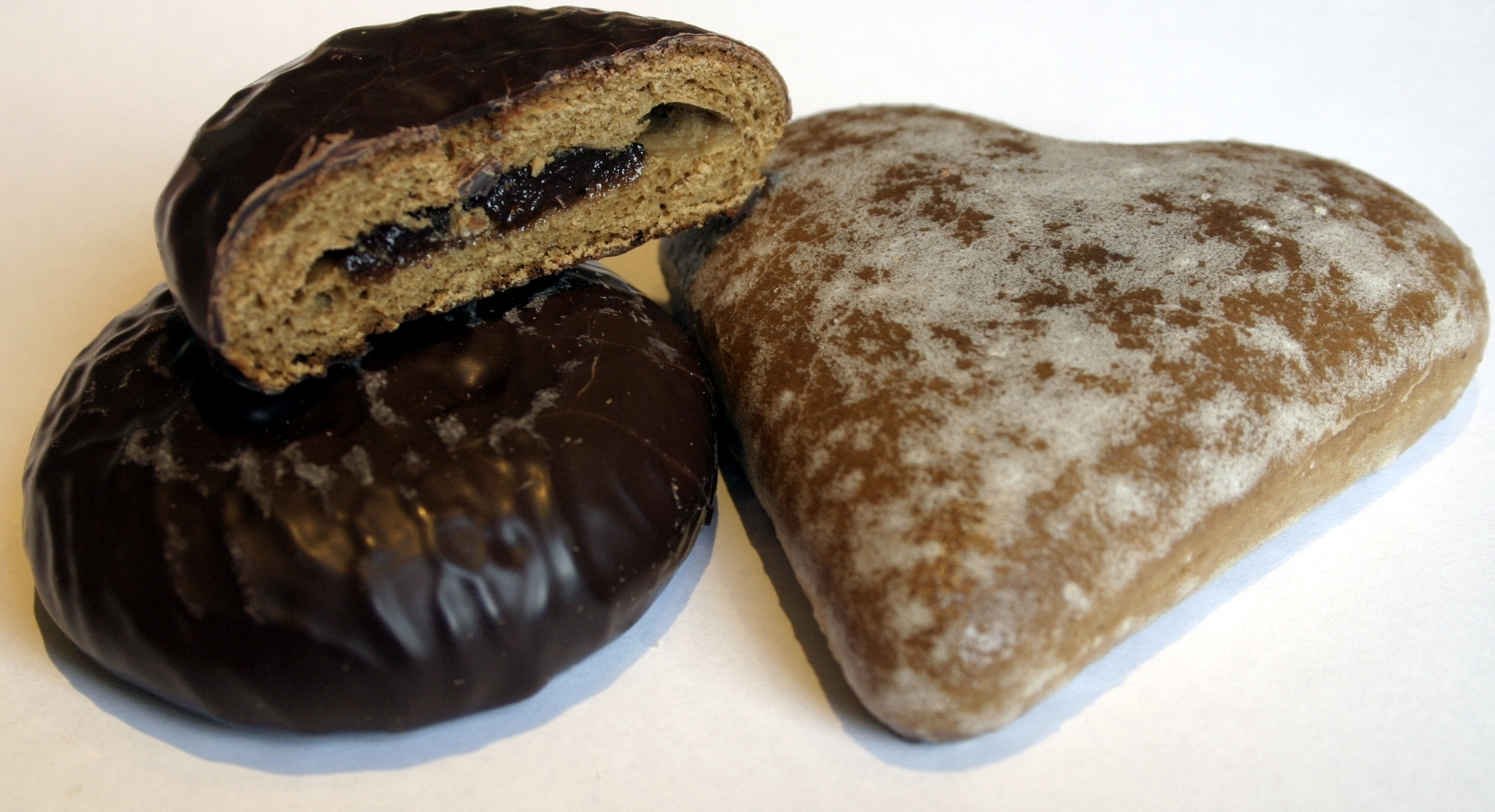
Tradycyjne toruńskie pierniki

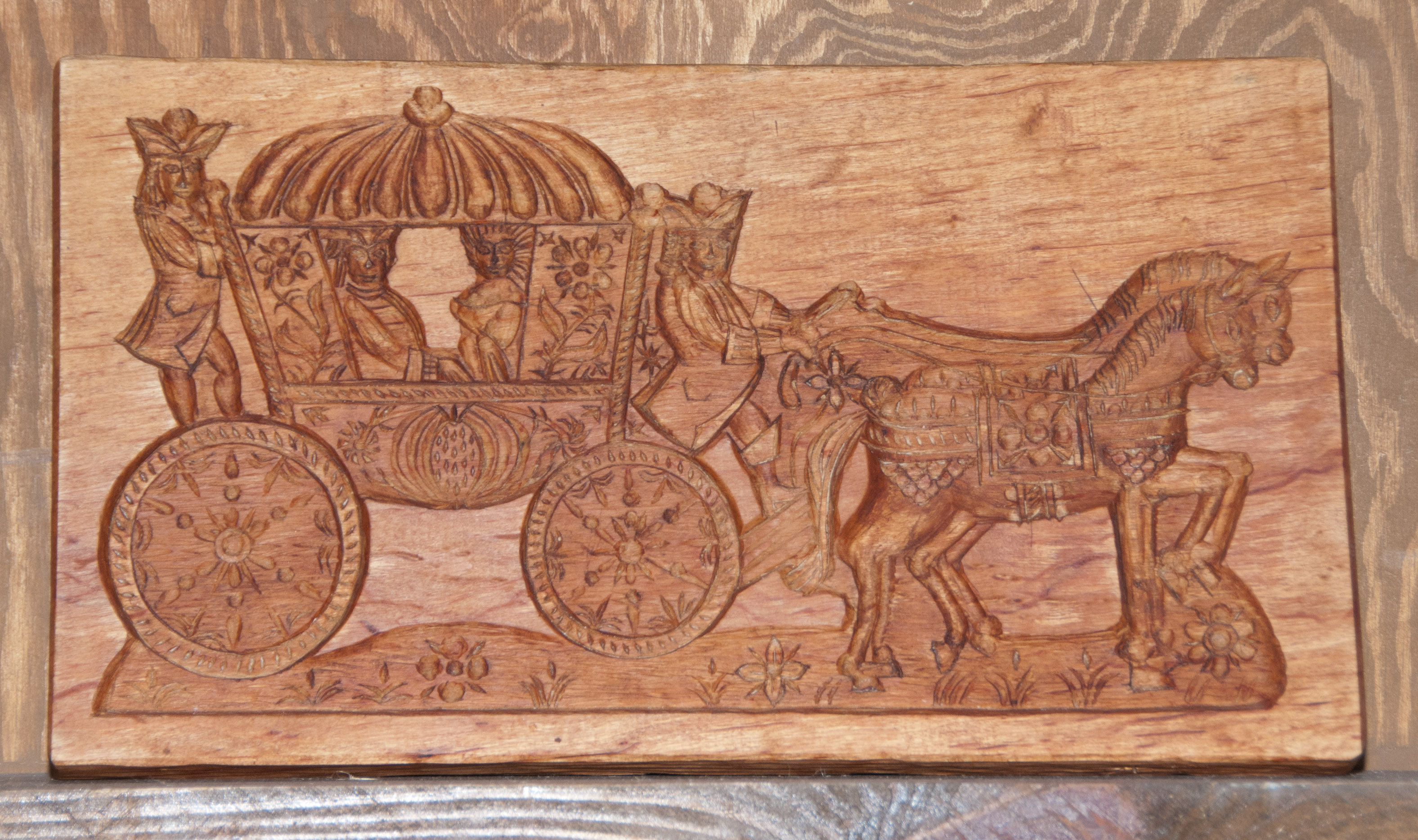
Tradycyjna forma do odciskania pierników toruńskich

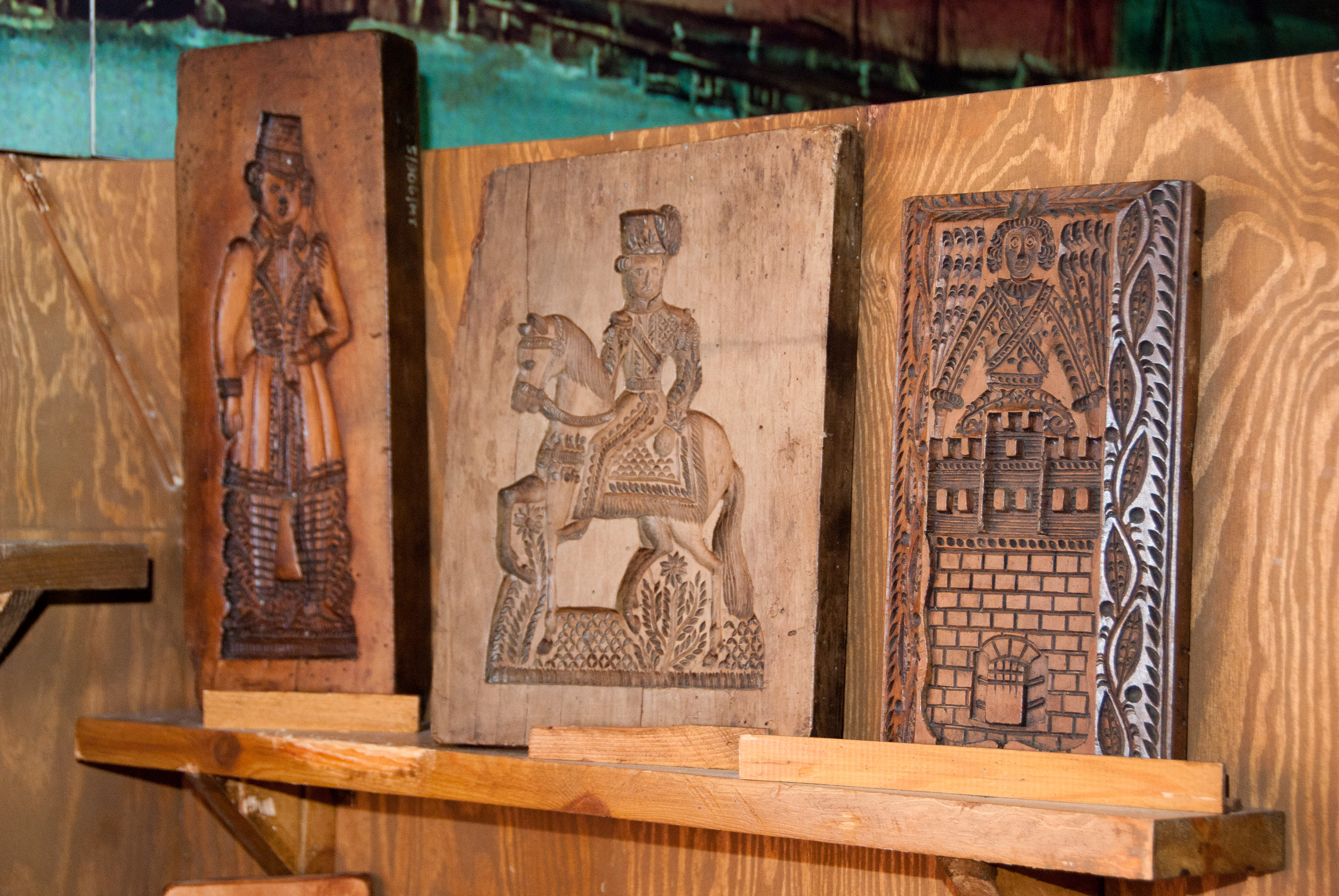
Tradycyjne formy do odciskania pierników toruńskich

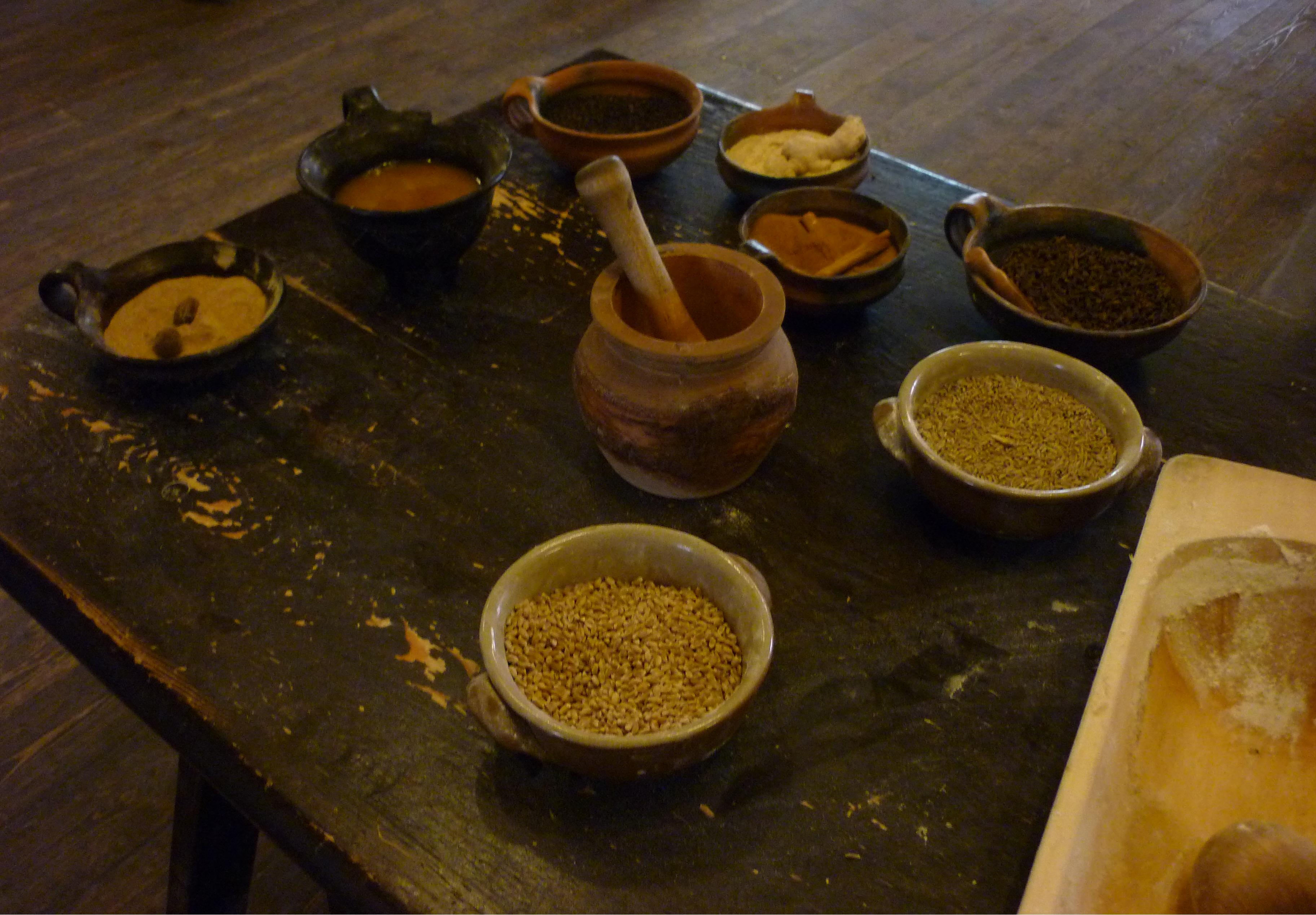
Naczynia i tradycyjne przyprawy do wyrobu piernika w Toruńskim Muzeum Piernika

Pierniki toruńskie (niem. Thorner Lebkuchen) – tradycyjny wypiek toruński wyrabiany z mąki, miodu i przypraw korzennych.

## Historia
Pierwowzorem pierników był tzw. miodownik, ciasto z dodatkiem miodu. Miód pozyskiwano z pasiek znajdujących się w okolicach Torunia. Mąkę dostarczano z ziemi chełmińskiej, a przyprawy korzenne były sprowadzane z Gdańska, Niemiec oraz Indii (przez Morze Czarne i Lwów). Pierniki wypiekano w dwóch odmianach. Wytrawne podawano na zakąskę do alkoholu, a słodkie jako deser. Ze względu na długi termin spożycia pierniki były również spożywane przez żołnierzy w formie sucharów. Największy popyt na nie przypadał w okolicach Bożego Narodzenia. Najpopularniejszym rodzajem pierników są „katarzynki”, mające kształt sześciu połączonych ze sobą medalionów.
Pierwszy zapis o piernikach toruńskich pochodzi z 1380 roku. W XV wieku w Polsce rozwinęła się rzemieślnicza produkcja pierników. Największą popularnością cieszyły się pierniki wypiekane w Toruniu. Ich sławę przypieczętowało powiedzenie: Cztery są najlepsze rzeczy w Polsce: toruński piernik, gdańska wódka, warszawski trzewik i krakowska panna. Piernikarstwo było dużym źródłem dochodów dla Rady Miasta. W 1577 roku został wydany przywilej zezwalający toruńskim piernikarzom sprzedawać swoje wyroby na jarmarkach królewskich. Znajdujące się w składzie przyprawy były drogie, przez co pierniki uchodziły za towar luksusowy. Wypiekiem pierników na własne potrzeby zajmowały się również zakony.
W wydanej w 1768 roku Geografii Królestwa Polskiego Antona Friedricha Büschina piernik toruński wraz ze słodkimi rzepkami, mydłem i kiełbasami jest wymieniony jako produkt, z którego słynie Toruń. W drugiej połowie XVIII wieku pierniki zaczęły uchodzić za danie staromodne, niepasujące do ówczesnej mody na kuchnię francuską, stawiającą nacisk na delikatność smaku i wykwintność potraw.
Na przestrzeni lat zaczęto wypiekać pierniki również w celach leczniczych i estetycznych. Ze względu na to, że w ich składzie znajdowały się ostre przyprawy, od XVII wieku pierniki sprzedawano również jako lek pobudzający trawienie. Przekonanie o właściwościach leczniczych pierników przetrwało do lat 30. XX wieku.
Pierniki figuralne (również: ozdobne, historyczne), pełniące funkcję estetyczną i dekoracyjną, prawdopodobnie wykonywano z twardego ciasta pozbawionego środków spulchniających. Pomimo tego, że pierniki figuralne nie były przeznaczone do spożycia, zachowały się relacje o konsumpcji tego rodzaju pierników, co wymusiło na radach miejskich Elbląga i Warszawy wprowadzenie zakazów malowania i złocenia pierników toruńskich, z powodu ich negatywnego wpływu na zdrowie. Ze względu na ich efemeryczny charakter zachowały się pierniki powstałe po latach 20. XX wieku. Wygląd pierników ozdobnych pochodzących z XVII, XVIII i XIX wieku jest znany za sprawą zachowanych form piernikarskich i fotografii. Figury przedstawiały: postacie ubrane w stroje królewskie, żołnierzy pruskich lub napoleońskich, nowe wynalazki (np. kolej żelazną), osoby święte, sceny humorystyczne, zwierzęta.

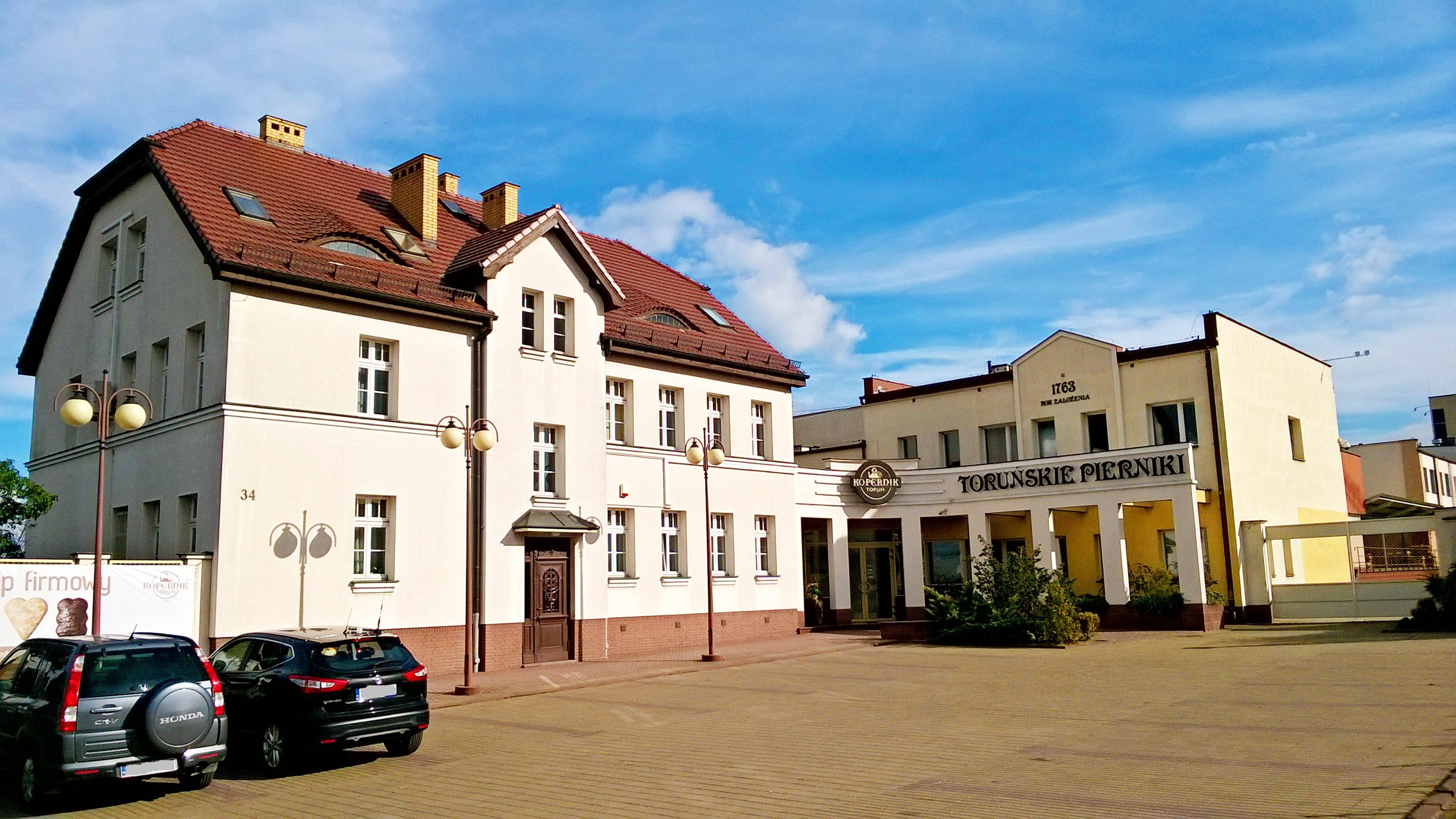
Fabryka Cukiernicza „Kopernik” na Mokrym w Toruniu

W XIX wieku powstały pierwsze fabryki cukiernicze, produkujące pierniki i inne słodycze. Toruń został największym ośrodkiem przemysłowej produkcji pierników na ziemiach polskich. Na przełomie XIX i XX wieku pierniki toruńskie produkowały trzy fabryki: Gustava Weesego (założona w 1751 roku), Hermanna Thomasa (założona w 1857 roku) i Jana Ruchniewicza (założona w 1907 roku). Od 1885 roku fabryka Gustava Weesego mieściła się przy ul. Strumykowej, następnie przeniosła się na Mokre (u zbiegu ulicy Żółkiewskiego z Szosą Lubicką).
W okresie międzywojennym nadal działały fabryki Weesego i Ruchniewicza. Ponadto w tym samym czasie w Toruniu istniało kilka mniejszych warsztatów. Po 1945 roku fabryka Weesego została upaństwowiona. Kontynuowała produkcję jako Fabryka Cukiernicza „Kopernik”. Pozostałe zakłady zamknięto. W Polsce Rzeczypospolitej Ludowej produkcją pierników toruńskich zajmowała się wyłącznie Fabryka Cukiernicza „Kopernik”. Po 1989 roku w Toruniu otworzono mniejsze piekarnie zajmujące się wypiekiem pierników.

## Rola pierników w promocji Torunia

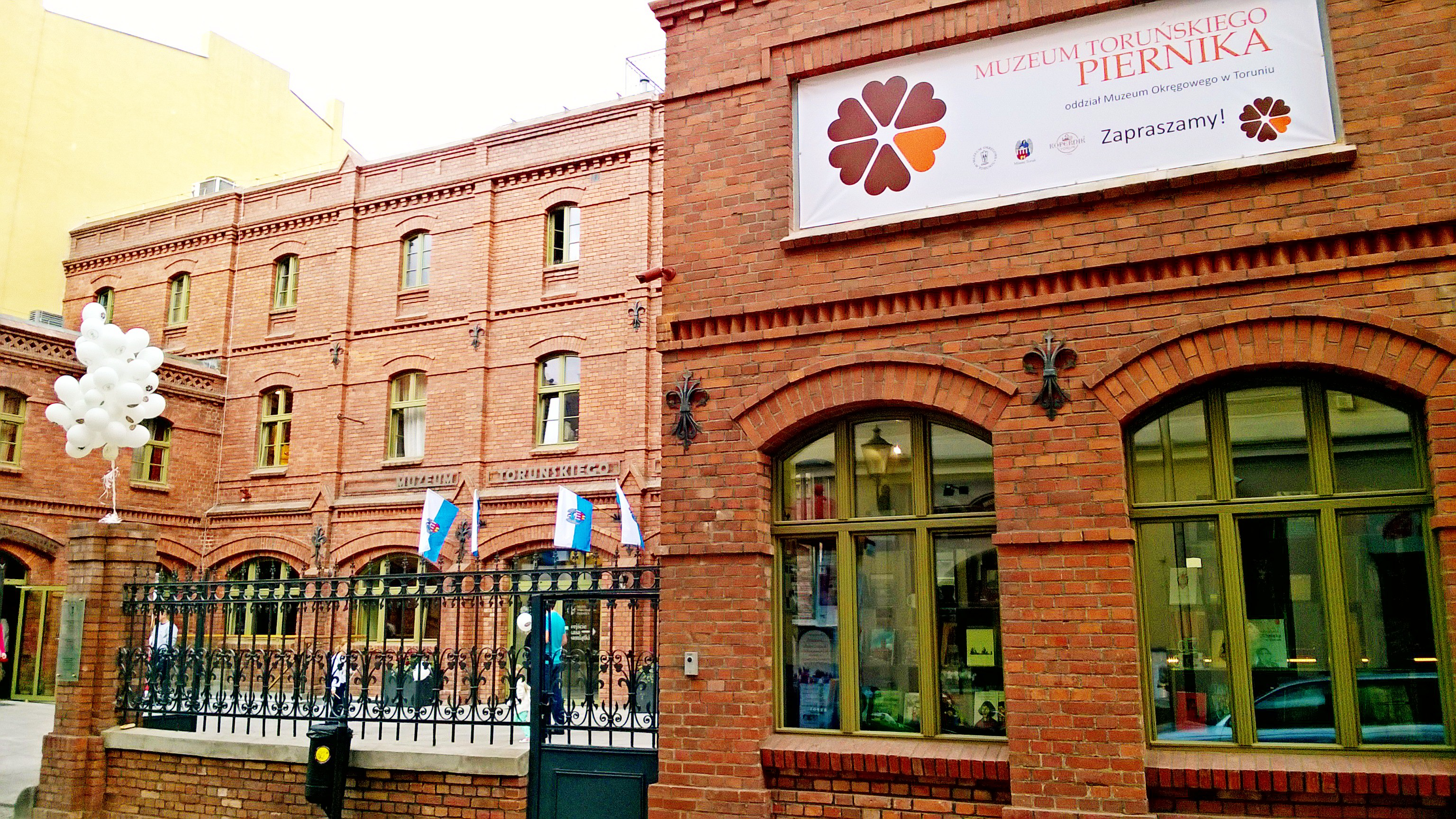
Siedziba Muzeum Toruńskiego Piernika w Toruniu

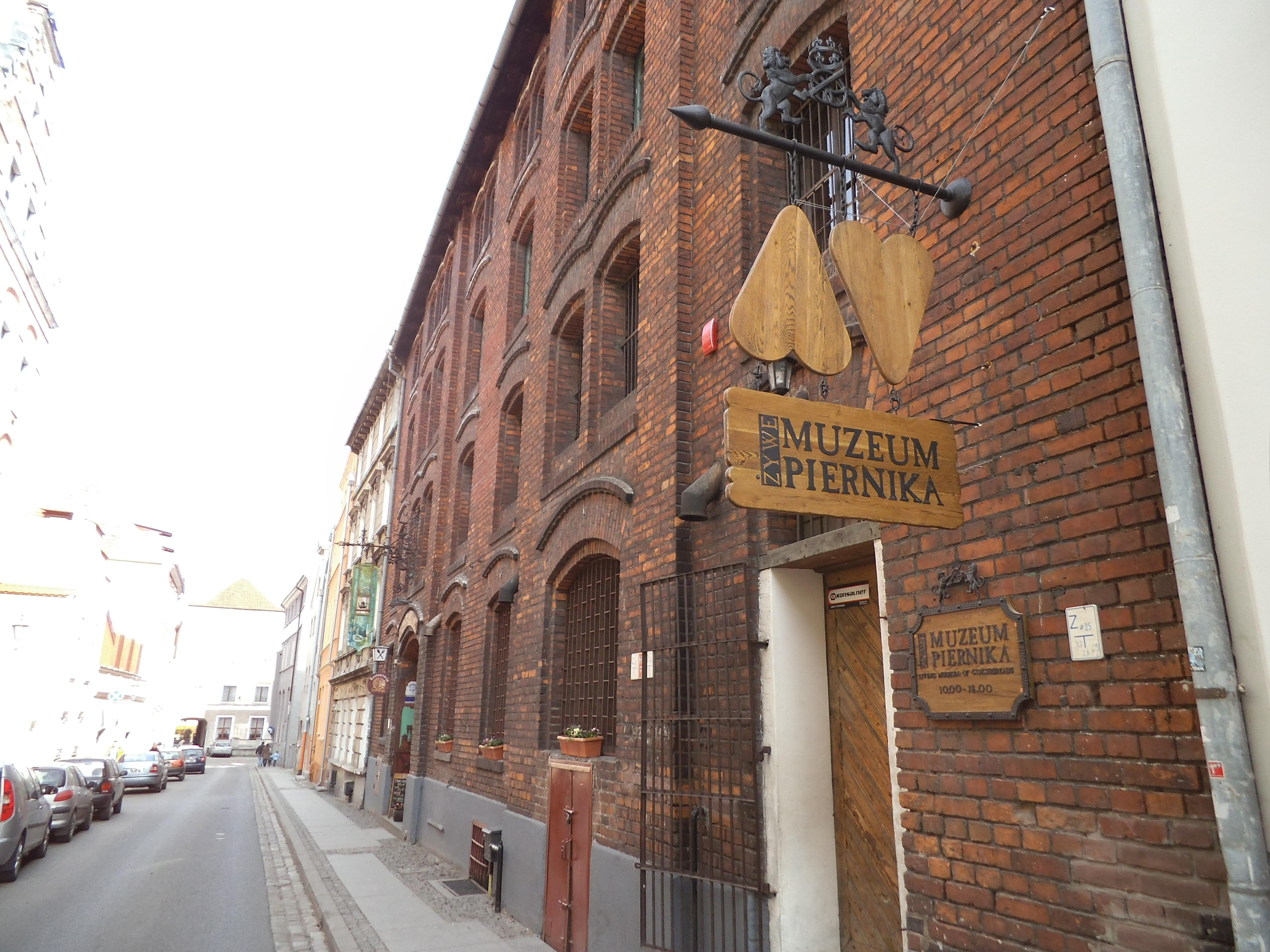
Siedziba Żywego Muzeum Piernika w Toruniu

Pierniki toruńskie uchodzą za jeden z symboli miasta. Jednym z haseł reklamującym Toruń na arenie krajowej jest „Piernikowe miasto”.
Dużą popularnością cieszą się „katarzynki” oraz pierniki ozdobne. W założonym w 2011 roku Stowarzyszeniu Europejskich Muzeów Piernika, zrzeszających muzea z Polski, Czech, Niemiec i Słowenii, Polska jest reprezentowana przez Żywe Muzeum Piernika (założone w 2006 roku), zajmującego się popularyzacją historii pierników toruńskich. Działalność muzealną w tym zakresie prowadzi również Muzeum Okręgowe w Toruniu, którego jednym z oddziałów jest Muzeum Toruńskiego Piernika. Mieści się ono w dawnej fabryce Gustava Weesego przy ul. Strumykowej. Stała wystawa pt. „Świat toruńskiego piernika” mieści się również w Domu Kopernika w Toruniu, innym oddziale Muzeum Okręgowego.
W latach 2002–2020 pod koniec sierpnia lub na początku września w Toruniu odbywało się „Święto Piernika”, którego motywem przewodnim są pierniki toruńskie. Wydarzenie po raz pierwszy zorganizowano w okresie międzywojennym, w Polsce Ludowej zostało zawieszone. Festiwal reaktywowano w 2002 roku, z inicjatywy toruńskiej redakcji „Gazety Wyborczej”.
Ze względu na swoją popularność pierniki uchodzą za jedną z popularniejszych pamiątek lub prezentów z Torunia. Piernikami byli obdarowywani m.in. królowie Polski i papież Jan Paweł II. Piernikami zachwycał się również Fryderyk Chopin w jednym z listów z lat 20. XIX wieku.

## Legendy o piernikach toruńskich
Toruńskie pierniki są popularnym motywem lokalnych legend. Podania lokalne opowiadają głównie o powstaniu samych pierników, powstaniu „katarzynek” lub też łączą oba motywy w jednej opowieści. Historię powstania pierników przedstawia m.in. legenda o czeladniku Mikołaju, który podczas wypieku chleba przez przypadek nie dodał wody, tylko miód z konwi stojącej obok. W ten sposób czeladnik wyrobił ciemne ciasto o słodkim smaku, co wywołało niezadowolenie u jego mistrza, zmuszając go do sprzedaży całego słodkiego ciasta. Czeladnik wypiekł słodycze w kształcie zwierząt i innych postaci, które przypadły do gustu torunianom. W innej opowieści pierniki w Toruniu wypiekał Gottlieb (znany również jako Hermann). Miał on za pomocą siedmiomilowych butów udać się do Szwajcarii, gdzie opanował sztukę piekarstwa. Następnie uczeń miał otrzymać przepis na pierniki od elfów, po czym wrócił do Torunia, gdzie zajął się wypiekiem ciastek.
Osobny zbiór stanowią legendy poświęcone powstaniu „katarzynek”. Według jednej z legend ich twórczynią była córka toruńskiego piekarza o imieniu Kasia, która przejęła po schorowanym ojcu warsztat i kontynuowała wypiek pierników. Nie mając odpowiednich foremek, dziewczyna wycięła okrągłe medaliony za pomocą cynowego kubka. Podczas wypieku medaliony zlepiły się w całość. Pierniki pod niespotykanym wcześniej kształtem nazwano „katarzynkami”. Historia ta doczekała się innych wariantów, w których pojawia się imię i nazwisko ojca (Bartłomiej Migdał), położenie warsztatu (Piekarskie Góry, Trzeposz) czy też dodatkowe postacie (np. skrzaty pomagające Kasi w pracy).
W innej legendzie pierniki wynalazła siostra zakonna Katarzyna, która wypiekała słodycze dla zakonu krzyżackiego, sprawującego opiekę nad benedyktynkami. Opowieść również skupia się na piernikach o dziwnym kształcie, które na cześć zakonnicy nazwano „katarzynkami”. Jedna z wersji tej legendy dopowiada, że benedyktynki, zaniedbywane przez zakon krzyżacki, utrzymywały się z wypieku „katarzynek”, które cieszyły się popularnością w Europie. Istnieją również wersje łączące motyw córki młynarza i sióstr zakonnych: Kasia, córka młynarza, po jego śmierci zostaje wypędzona z domu. Wstępując do zakonu, zaczęła wypiekać pierniki, które uratowały torunian od głodu. Wersje te również różnią się w szczegółach: młoda Kasia miała zostać wypędzona przez macochę i jej nowego męża lub samą macochę oraz Kasia miała przystąpić do zakonu benedyktynek lub cysterek.
Zachowała się również legenda opowiadająca o czeladniku Bogumile, który miał pracować w piekarni Bartłomieja. Czeladnik był zakochany w córce piekarza, Katarzynie, lecz jej ojciec nie chciał wyrazić zgody na ślub. Pewnego dnia Bogumił miał uratować tonącą królową pszczół, która w podzięce podała mu przepis na pierniki. Bogumił zastosował przepis podczas przygotowania słodyczy z okazji niezapowiedzianej wizyty króla. Bogumił wykonał z ciasta dwa serca, które ułożył naprzeciw siebie i połączył dwoma kółkami, symbolizującymi obrączki. Podczas wypieku serca i kółka połączyły się w niespotykaną wówczas formę. Król docenił wypiek Bogumiła i w dowód uznania nadal mu tytuł mistrza piernikarskiego oraz poprosił piekarza Bartłomieja, by wydał swoją córkę Bogumiłowi. Ponadto król miał poprosić piekarzy, by pierniki w kształcie uformowanym przez Bogumiła nosiły nazwę „katarzynki”.

## Odniesienia w kulturze
- Konstanty Ildefons Gałczyński napisał wiersz pt. Pierniki toruńskie[44].
- Zbigniew Herbert napisał wiersz pt. „Mały traktat o piernikach”, który ukazał się w zbiorze Węzeł gordyjski oraz inne pisma rozproszone 1948–1998, wydanym w 2001 roku[2]
- W 2003 roku na Rynku Staromiejskim odsłonięto dwie pierwsze brązowe plakiety w kształcie pierników toruńskich, wchodzące w skład Piernikowej Alei Gwiazd[45]. Kolejne tablice są odsłaniane 24 czerwca, w dniu Święta Miasta[46].
- Toruński socjolog i pisarz Tomasz Szlendak w powieści kryminalnej Leven przedstawił swoją własną genezę powstania „katarzynek”[47].